# Apanteles leucostigmus
Apanteles leucostigmus är en stekelart som först beskrevs av William Harris Ashmead 1900.  Apanteles leucostigmus ingår i släktet Apanteles och familjen bracksteklar. Inga underarter finns listade i Catalogue of Life.